# Johann Gottfried Wetzstein

Johann Gottfried Wetzstein

Johann Gottfried „Fritz“ Wetzstein (* 19. Februar 1815 in Oelsnitz im Vogtland; † 18. Januar 1905 in Berlin) war ein deutscher Diplomat und Orientalist.

## Leben
Wetzstein lernte am Königlichen Gymnasium in Plauen und absolvierte sein Abitur an der Thomasschule zu Leipzig. Er bezog 1836 die Universität Leipzig, wo er evangelische Theologie und bei Heinrich Leberecht Fleischer semitische Sprachen studierte. Er wurde 1840 zum Dr. phil. promoviert. 1843 ging er nach Oxford, um die Schätze der dortigen „Bodleian Library“ zu benutzen, wurde 1846 Dozent der arabischen Sprachen an der Friedrich-Wilhelms-Universität in Berlin und von 1849 bis 1861 preußischer Konsul in Damaskus.
Als solcher machte er sich um das Zustandekommen des Friedens zwischen den Drusen des Dschebel ad-Duruz im östlichen Teil des Hauran und der türkischen Regierung verdient. 1860 trat er erfolgreich für die verfolgten Christen ein, an denen in Damaskus und im Libanongebirge damals ein Massaker verübt wurde, das eine französische Militärintervention auslöste. Als Wissenschaftler hielt er das Syrisch-Arabische fest. Er stand im engen Schriftverkehr mit Paul Ascherson, Alexander von Humboldt, Friedrich Delitzsch, Carl Ritter und Gustav Nachtigal.
Er kehrte 1862 nach Europa zurück und nahm seinen Wohnsitz in Berlin. Als Privatdozent lehrte er von 1867 bis 1875 an der Berliner Universität und der Lehranstalt für die Wissenschaft des Judentums. Außerdem beriet er die Regierung Bismarck. So reiste er während des Deutsch-Französischen Krieges 1870/71 mit dem Afrikaforscher Gerhard Rohlfs als preußischer Agent nach Tunesien, um von dort aus algerische Berberstämme zum Aufstand gegen Frankreich zu ermutigen. Die Mission scheiterte, da die französische Abwehr früh von den Absichten erfuhr sowie an der völligen Fehleinschätzung der Lage vor Ort.

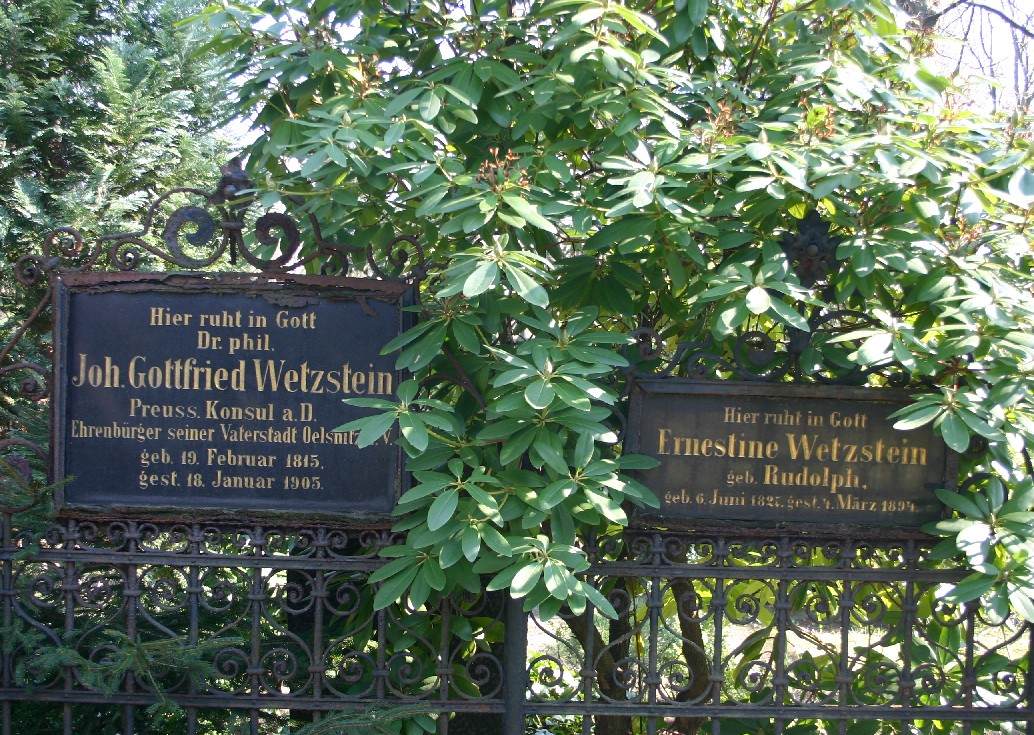
Grab auf dem Friedhof II der Sophiengemeinde in Berlin

1874 wurde er zum korrespondierenden Mitglied der Bayerischen und 1886 der Göttinger Akademie der Wissenschaften gewählt.
Wetzstein liegt auf dem Friedhof II der Sophiengemeinde Berlin begraben. Zu seinen Ehren wurde die „Dr. Johann Gottfried Wetzstein Stiftung“ ins Leben gerufen.
Zahlreiche von ihm gesammelte Manuskripte befinden sich heute in der Staatsbibliothek zu Berlin sowie den Universitäten in Leipzig und Tübingen, darunter in Tübingen ein Koranfragment aus dem 7. Jahrhundert.

## Mitgliedschaften
Johann Gottfried Wetzstein war Mitglied der Deutschen Morgenländischen Gesellschaft.

## Werke (Auswahl)
- Arabische Handschriftensammlung. In: Zeitschrift der Deutschen Morgenländischen Gesellschaft, Band 5. 1851. S. 277–284 (Digitalisat).
- Der Markt in Damaskus. In: Zeitschrift der Deutschen Morgenländischen Gesellschaft, Band 11. 1857. S. 475–525 (Digitalisat).
- Reisebericht über Hauran und die Trachonen nebst einem Anhange über die sabäischen Denkmäler in Ostsyrien. Verlag von Dietrich Reimer, Berlin 1860. (Online bei Internet Archive)
- Vorlesungen über die neuarabische Sprache. Berlin 1868.
- Ausgewählte griechische und lateinische Inschriften, gesammelt auf Reisen in den Trachonen und um das Haurângebirge. Philologische und historische Abhandlungen der Königlichen Akademie der Wissenschaften zu Berlin, Berlin 1864, S. 255–368.
- Sprachliches aus den Zeltlagern der syrischen Wüste. Leipzig 1868. (Online bei der Universitäts- und Landesbibliothek Sachsen-Anhalt)
- Das batanäische Giebelgebirge: Excurs über Ps. 68,16 zu Delitzsch' Psalmencommentar . Leipzig 1884